# Tarnawa (cheval)
Tarnawa, née en 2016, est un cheval de course qui participe aux courses hippiques de plat. 

## Carrière de courses
Élevée en Irlande dans l'un des haras de son propriétaire l'Aga Khan, entraînée par Dermot Weld, Tarnawa ne parvient pas à ouvrir son palmarès à 2 ans, ce qui ne l'empêche pas de se classer troisième d'une Listed. L'année suivante, elle rentre victorieusement et sa victoire dans un groupe 3 préparatoire aux Oaks fait d'elle une pouliche en vue dans le classique anglais, mais elle ne peut qu'y faire de la figuration. Elle n'a pourtant pas montré ses limites, comme le prouvent ses deux succès dans les Give Thanks Stakes puis les Blandford Stakes, mais quand il s'agit de briller au niveau groupe 1, elle cale. Elle est encore une fois largement battue dans les British Champions Fillies' and Mares' Stakes en fin de saison.  
Tarnawa est tout simplement tardive, et elle va changer de dimension à 4 ans, dans une saison 2020 complètement bouleversée par la pandémie de Covid. Elle ne réapparaît qu'en août, pour réaliser un doublé dans les Give Thanks Stakes. Puis elle débarque à Longchamp et s'impose enfin dans un groupe 1, le Prix Vermeille, et avec brio. Plutôt qu'enchaîner avec un Prix de l'Arc de Triomphe où elle aurait eu sa chance (sa dauphine du Vermeille, Raabhah, s'y classe cinquième), Tarnawa est dirigée vers le Prix de l'Opéra, qu'elle remporte, puis s'en va courir la Breeders' Cup Turf où elle domine la championne Magical. Invaincue en quatre courses, dont trois groupe 1, Tarnawa semble imprenable et, après coup, on peut légitimement regretté qu'elle n'ait pas tenté sa chance dans l'Arc... Ce sera pour l'année suivante.  
Comme en 2020, Tarnawa ne fait sa rentrée qu'au milieu de l'été, et poursuit sa série de victoire dans un groupe 3 disputé à Leopardstown. En septembre, elle défie le champion des 3 ans St Mark's Basilica dans les Irish Champion Stakes mais elle doit s'avouer vaincue. Cette défaite ne l'empêche pas de s'élancer en deuxième favorite du Prix de l'Arc de Triomphe, principale opposition aux Derby-winners Hurricane Lane et Adayar, et à la classique Snowfall. Mais le terrain est très lourd à Longchamp et, à la surprise générale, c'est l'extrême outsider allemand Torquator Tasso, à l'aise dans la gadoue, qui tire son épingle du jeu. Tarnawa est deuxième, laissant encore des regrets... Elle fait ses adieux à Del Mar dans une Breeders' Cup Turf dont elle est la grande favorite, mais la jument se manque complètement et finit à distance. Ainsi s'achève sa carrière.  

### Résumé de carrière
| Date         | Hippodrome   | Pays        | Course                                       | Statut      | Distance    | Jockey       | Place       | Écart        | Vainqueur ou deuxième |
| 2018, 2 ans  | 2018, 2 ans  | 2018, 2 ans | 2018, 2 ans                                  | 2018, 2 ans | 2018, 2 ans | 2018, 2 ans  | 2018, 2 ans | 2018, 2 ans  | 2018, 2 ans           |
| ------------ | ------------ | ----------- | -------------------------------------------- | ----------- | ----------- | ------------ | ----------- | ------------ | --------------------- |
| 31 juillet   | Galway       | Irlande     | Maiden                                       |             | 1 400 m     | D. McDonough | 3e / 13     | 1 ½          | Hermosa               |
| 30 août      | Tipperary    | Irlande     | Maiden                                       |             | 1 500 m     | D. McDonough | 2e / 11     | encolure     | Fire Fly              |
| 14 octobre   | Navan        | Irlande     | Staffordstown Stud Stakes                    | Listed      | 1 600 m     | D. McDonough | 2e / 9      | 1 ¾          | Peace Tree            |
| 2019, 3 ans  |              |             |                                              |             |             |              |             |              |                       |
| 3 avril      | Leopardstown | Irlande     | Maiden                                       |             | 2 000 m     | Chris Hayes  | 1er / 14    | 1            | Sweet Dime            |
| 28 avril     | Navan        | Irlande     | Salsabil Stakes                              | Listed      | 2 000 m     | Chris Hayes  | 3e / 10     | 1 ¾          | Pink Dogwood          |
| 11 mai       | Naas         | Irlande     | Blue Wind Stakes                             | Gr. 3       | 2 000 m     | Chris Hayes  | 1er / 7     | neck         | Who's Steph           |
| 31 mai       | Epsom        | Royaume-Uni | Oaks                                         | Gr. 1       | 2 400 m     | Chris Hayes  | 11e / 14    | 13 ½         | Anapurna              |
| 17 août      | Cork         | Irlande     | Give Thanks Stakes                           | Gr. 3       | 2 400 m     | Chris Hayes  | 1er / 6     | 2 ½          | Simply Beautiful      |
| 15 septembre | Curragh      | Irlande     | Blandford Stakes                             | Gr. 2       | 2 000 m     | Chris Hayes  | 1er / 8     | 1 ½          | Goddess               |
| 19 octobre   | Ascot        | Royaume-Uni | British Champions Fillies' and Mares' Stakes | Gr. 1       | 2 400 m     | Chris Hayes  | 11e / 12    | 8 ¼          | Star Catcher          |
| 2020, 4 ans  |              |             |                                              |             |             |              |             |              |                       |
| 8 août       | Cork         | Irlande     | Give Thanks Stakes                           | Gr. 3       | 2 400 m     | Oisin Orr    | 1er / 9     | 1 ¾          | Cayenne Pepper        |
| 13 septembre | Longchamp    | France      | Prix Vermeille                               | Gr. 1       | 2 400 m     | C. Soumillon | 1er / 10    | 3            | Raabihah              |
| 4 octobre    | Longchamp    | France      | Prix de l'Opéra                              | Gr. 1       | 2 000 m     | C. Soumillon | 1er / 12    | cte encolure | Alpine Star           |
| 7 novembre   | Keeneland    | États-Unis  | Breeders' Cup Turf                           | Gr. 1       | 2 400 m     | Colin Keane  | 1er / 10    | 1            | Magical               |
| 2021, 5 ans  |              |             |                                              |             |             |              |             |              |                       |
| 5 août       | Leopardstown | Irlande     | Ballyloan Stakses                            | Gr. 3       | 2 400 m     | Chris Hayes  | 1er / 8     | 6 ½          | Silence Please        |
| 11 septembre | Leopardstown | Irlande     | Irish Champion Stakes                        | Gr. 1       | 2 000 m     | Colin Keane  | 2e / 4      | 3/4          | St Mark's Basilica    |
| 3 octobre    | Longchamp    | France      | Prix de l'Arc de Triomphe                    | Gr. 1       | 2 400 m     | C. Soumillon | 2e / 14     | 3/4          | Torquator Tasso       |
| 6 novembre   | Del Mar      | États-Unis  | Breeders' Cup Turf                           | Gr. 1       | 2 400 m     | Colin Keane  | 11e / 14    | 10 ½         | Yibir                 |

## Origines
Tarnawa est une fille de l'étalon de tête Shamardal, 2 ans européen de l'année en 2004, vainqueur des Dewhurst Stakes, de la Poule d'Essai des Poulains, du Prix du Jockey Club et des St. James's Palace Stakes, avant de briller au haras en donnant des champions tels que le phénoménal 2 ans Pinatubo, le sprinter Blue Point ou le champion et excellent étalon Lope de Vega. Tarana, sa mère, s'est imposée au niveau Listed, et elle a brillé au haras puisque quatre ans après Tarnawa elle a donné la championne Tahiyra, lauréate des Moyglare Stud Stakes, des Irish 1000 Guineas, des Coronation Stakes et des Matron Stakes.  

### Pedigree
| Origines de Tarnawa (IRE), femelle alezane née en 2016 | Origines de Tarnawa (IRE), femelle alezane née en 2016 | Origines de Tarnawa (IRE), femelle alezane née en 2016 | Origines de Tarnawa (IRE), femelle alezane née en 2016 |
| ------------------------------------------------------ | ------------------------------------------------------ | ------------------------------------------------------ | ------------------------------------------------------ |
| Père Shamardal                                         | Giant's Causeway                                       | Storm Cat                                              | Storm Bird                                             |
| Père Shamardal                                         | Giant's Causeway                                       | Storm Cat                                              | Terlingua                                              |
| Père Shamardal                                         | Giant's Causeway                                       | Mariah's Storm                                         | Rahy                                                   |
| Père Shamardal                                         | Giant's Causeway                                       | Mariah's Storm                                         | Immense                                                |
| Père Shamardal                                         | Helsinki                                               | Machiavellian                                          | Mr. Prospector                                         |
| Père Shamardal                                         | Helsinki                                               | Machiavellian                                          | Coup de Folie                                          |
| Père Shamardal                                         | Helsinki                                               | Helen Street                                           | Troy                                                   |
| Père Shamardal                                         | Helsinki                                               | Helen Street                                           | Waterway                                               |
| Mère Tarana                                            | Cape Cross                                             | Green Desert                                           | Danzig                                                 |
| Mère Tarana                                            | Cape Cross                                             | Green Desert                                           | Foreign Courier                                        |
| Mère Tarana                                            | Cape Cross                                             | Park Appeal                                            | Ahonoora                                               |
| Mère Tarana                                            | Cape Cross                                             | Park Appeal                                            | Balidaress                                             |
| Mère Tarana                                            | Tarakala                                               | Dr Fong                                                | Kris S.                                                |
| Mère Tarana                                            | Tarakala                                               | Dr Fong                                                | Spring Flight                                          |
| Mère Tarana                                            | Tarakala                                               | Tarakana                                               | Shahrastani                                            |
| Mère Tarana                                            | Tarakala                                               | Tarakana                                               | Tarafa (famille 5-b)                                   |